# Amerikaanse gouverneursverkiezingen 1977
De Amerikaanse gouverneursverkiezingen 1977 werden gehouden op  dinsdag 8 november 1977 in de staten New Jersey en Virginia.

## Uitslag
| Staat      | Huidige gouverneur   | Partij      | Status                                         | Tegenkandidaten                                                        |
| ---------- | -------------------- | ----------- | ---------------------------------------------- | ---------------------------------------------------------------------- |
| New Jersey | Brendan Byrne        | Democraat   | Herkozen, 55,71%                               | Ray Bateman (R) 41,81% Francis Flowers (I) 0,41%                       |
| Virginia   | Mills E. Godwin, Jr. | Republikein | Niet herverkiesbaar, Republikeinse overwinning | John N. Dalton (R) 55,90% Henry Howell (D) 43,27% Alan Ogden (I) 0,81% |